# Jan Szulik
Jan Szulik (ur. 30 kwietnia 1893 w Bottropie, zm. 10 września 1942 w KL Auschwitz) – polski działacz społeczny i polityczny, komisarz plebiscytowy w Raciborzu, powstaniec śląski, poseł na Sejm III kadencji w II RP oraz na Sejm Śląski II i III kadencji.

## Życiorys
Był synem Emanuela i Antoniny z domu Bielaczek. Od I wojny światowej mieszkał w Biertułtowach. Był aktywnym członkiem organizacji katolickich w Radlinie-Głożynach, które pielęgnowały polskie tradycje narodowe. W 1916 ożenił się z Walerią z domu Lach. Podczas plebiscytu w 1921 był komisarzem plebiscytowym w Raciborzu. W tym samym roku w trzecim powstaniu śląskim był członkiem kompanii wartowniczej w Radlinie-Głożynach. Po I wojnie światowej był początkującym górnikiem w kopalni w Rydułtowach, później obsługiwał maszynę wyciągową w tejże kopalni. Od 1928 był wójtem w miejscowości Czernica koło Rydułtów. Od 1930 do 1935 był posłem na Sejm Śląski, a w latach 1931–1935 posłem na Sejm RP III kadencji (do którego startował w 1930 w okręgu katowickim z listy Katolickiego Bloku Ludowego reprezentującego Polskie Stronnictwo Chrześcijańskiej Demokracji). Był prezesem chrześcijańskich związków zawodowych na powiat Rybnik.
Po wygaśnięciu jego mandatu w Sejmie RP wycofał się z życia politycznego i prowadził firmę transportową w Radlinie. Już w drugim dniu okupacji niemieckiej został aresztowany i zamknięty w piwnicach Urzędu Gminnego obok kopalni „Emma” w Radlinie, a po trzech dniach wypuszczony na wolność. Wstąpił do organizacji konspiracyjnej i współpracował ze Skowronkami z Biertułtów. 18 maja 1942 został ponownie aresztowany i przewieziony do więzienia w Rybniku (dzień wcześniej dokonano rewizji w jego domu i zabrano wszystkie polskie książki i materiały poselskie, śpiewniki oraz jego odznaczenia). 10 sierpnia 1942 przekazany został do niemieckiego obozu koncentracyjnego KL Auschwitz, gdzie zginął 10 września 1942. Według wystawionego aktu zgonu nr 29809/1942 – potwierdzonego przez lekarza obozowego, zmarł o godz. 8:25, określenie przyczyny zgonu to „Myocardinsuffizienz” (zapalenie mięśnia sercowego).
Otrzymał między innymi Gwiazdę Śląską i Śląski Krzyż Powstańczy.